# Richard Henderson (nhà sinh học)
Richard Henderson (sinh ngày 19 tháng 7 năm 1945)  là nhà sinh học phân tử và nhà sinh lý học người Scotland và là người tiên phong trong lĩnh vực hiển vi điện tử của các phân tử sinh học. Năm 2017, ông cùng với Jacques Dubochet và Joachim Frank được trao giải Nobel Hóa học vì phát triển hiển vi điện tử lạnh cho phép xác định cấu trúc với độ phân giải cao của các phân tử sinh học trong dung dịch.

## Nghề nghiệp
Henderson nghiên cứu cơ cấu và cơ chế của chymotrypsin cho luận văn tiến sĩ của mình với David Blow tại Phòng Thí nghiệm Sinh học Phân tử MRC. Sự quan tâm đến các protein màng dẫn đến việc ông làm việc trên các kênh natri cổng điện áp khi nghiên cứu sau tiến sĩ tại Đại học Yale. Vào năm 1975, Henderson đã làm việc với Nigel Unwin để nghiên cứu cấu trúc của màng protein bacteriorodopsin bằng kính hiển vi điện tử. Một bài báo khoa học của Henderson và Unwin (1975) đã được đăng trên tạp chí Nature (tạp chí Nature số ra ngày 10 tháng 5 năm 1975). Mô hình ba chiều của màng tím thu được bởi Kính hiển vi điện tử | khối lượng = 257 | đã thiết lập một mô hình cấu trúc có độ phân giải thấp cho bR cho thấy protein này bao gồm 7 xoắn màng tế bào. Bài báo này rất quan trọng vì một số lý do, không kém phần quan trọng nhất là nó cho thấy rằng các protein màng có các cấu trúc được xác định rõ và các dây thần kinh xuyên qua da có thể xảy ra. Sau năm 1975 Henderson tiếp tục nghiên cứu cấu trúc của bacteriorhodopsin mà không có Unwin. Năm 1990, Henderson xuất bản một mô hình nguyên tử của bacteriorodopsin bằng phương pháp tinh thể học điện tử trong Journal of Molecular Biology. Mô hình này là mô hình nguyên tử thứ hai của một màng protein. Các kỹ thuật Henderson phát triển cho tinh thể học điện tử vẫn đang được sử dụng.
Cùng với Chris Tate, Henderson đã giúp phát triển sự ổn định nhiệt cấu hình: một phương pháp cho phép bất kỳ protein nào được làm ổn định hơn trong khi vẫn giữ một cấu hình lựa chọn quan tâm.